# Ꚁ
Ne doit pas être confondu avec la lettre cyrillique dé ‹ Д д ›.
Le dwé (capitale Ꚁ, minuscule ꚁ) est une lettre additionnelle de l’alphabet cyrillique qui était utilisée dans l’écriture de l’abkhaze dans l’alphabet de 37 lettres de 1862 de Peter von Uslar, dans l’alphabet de Gulia et Matchavariani de 1892 et dans l’alphabet de 55 lettres de 1909 d’Andreï Tchotchoua (ru). Il s’agit d’un dé ‹ Д › diacritée d’une corne ou trait rattaché en haut à gauche ou à droite.

## Utilisation

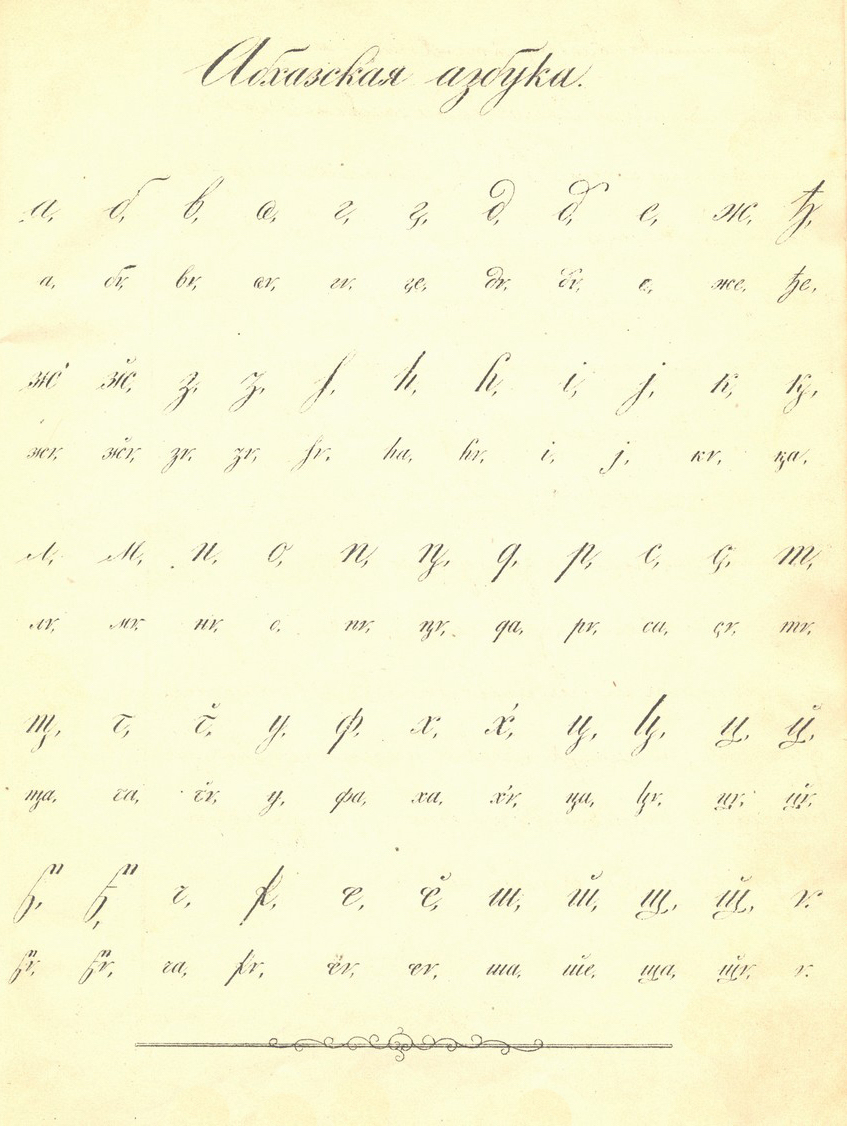
Alphabet abkhaze de von Uslar en 1862.
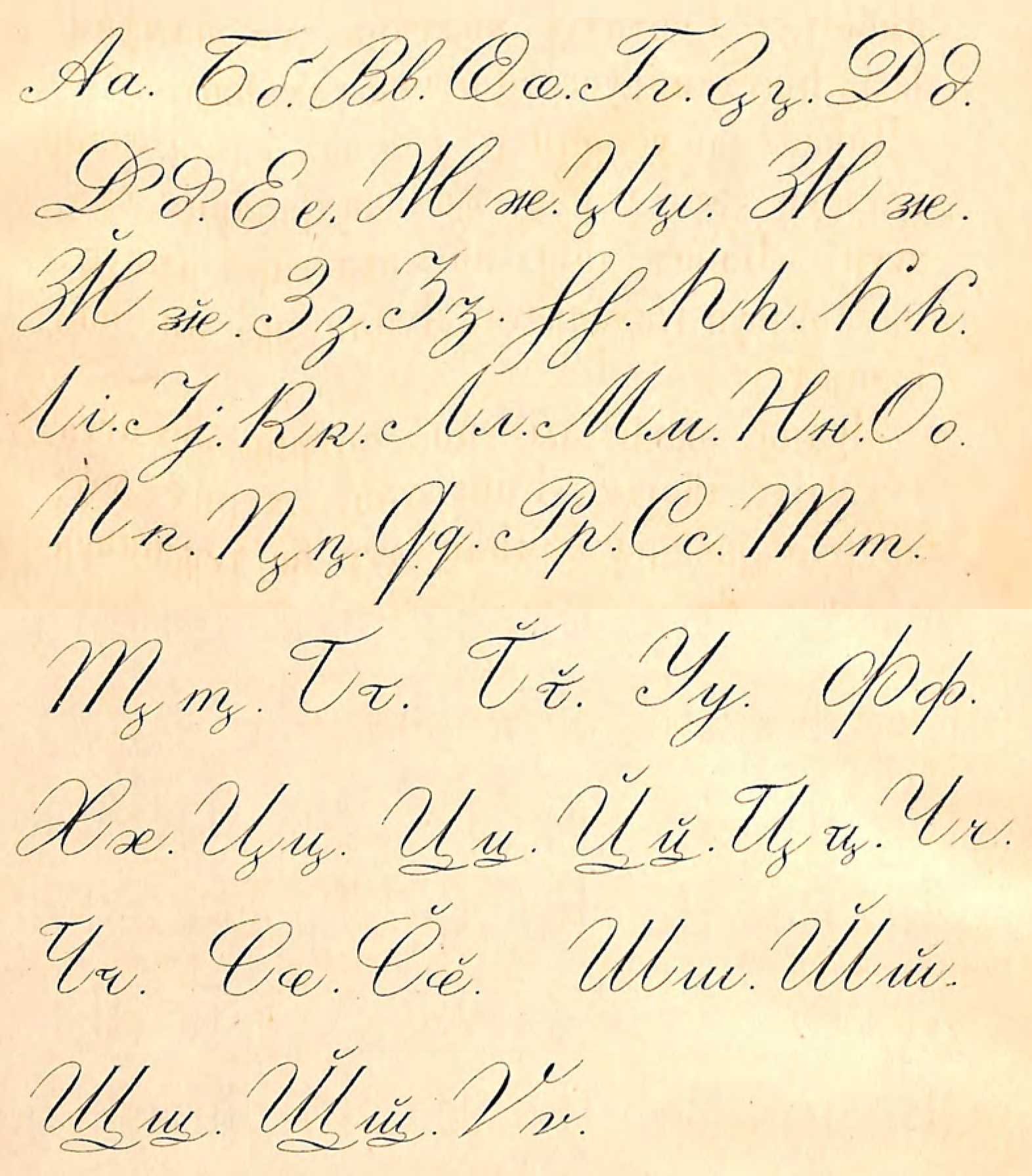
Alphabet abkhaze de Gulia et Matchavariani en 1892.
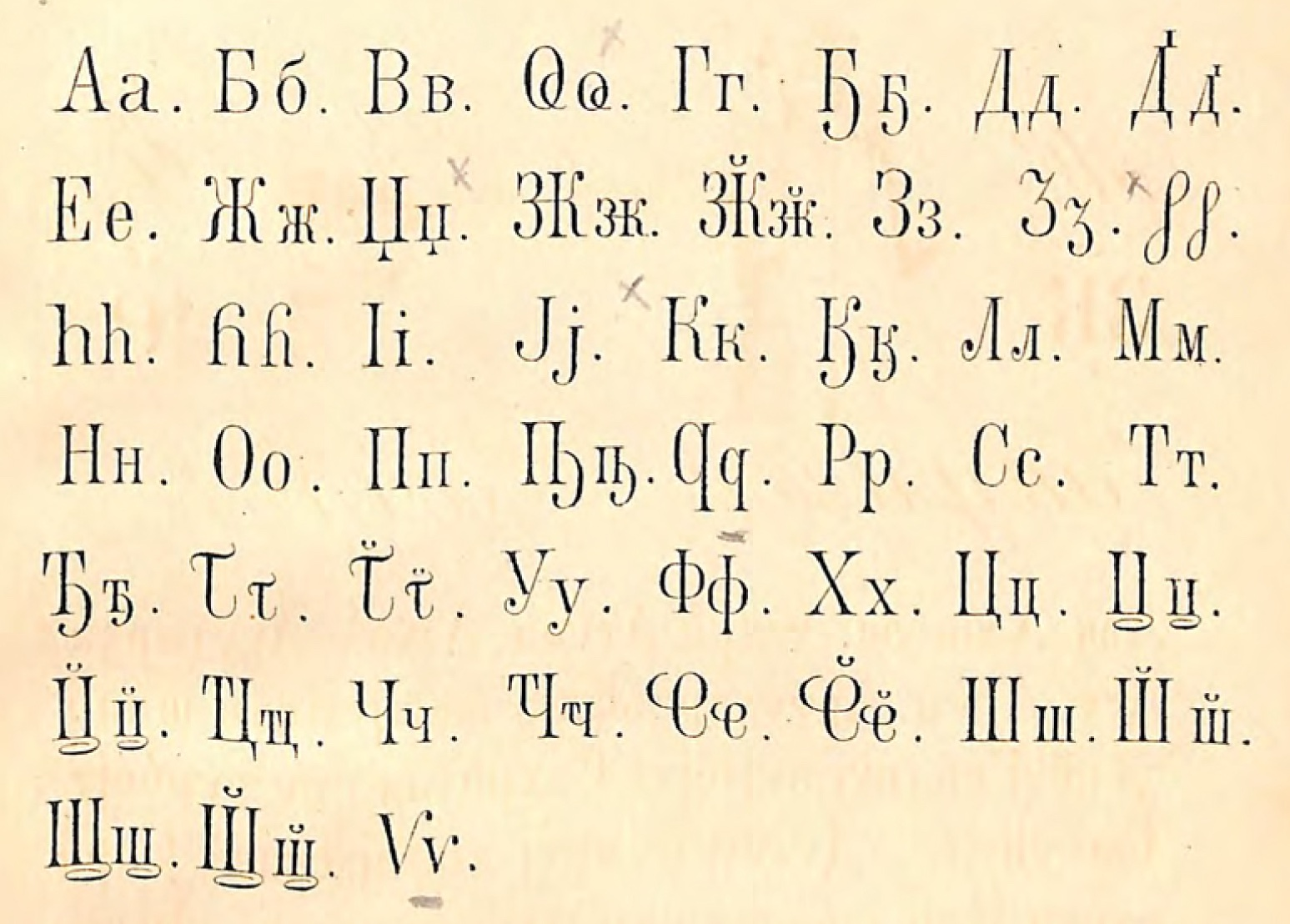
Alphabet abkhaze de Gulia et Matchavariani en 1892.

## Représentations informatiques
Le dwé peut être représenté avec les caractères Unicode suivants :
| formes    | représentations | chaînes de caractères | points de code | descriptions                    |
| --------- | --------------- | --------------------- | -------------- | ------------------------------- |
| capitale  | Ꚁ               | Ꚁ                     | U+A680         | lettre majuscule cyrillique dwé |
| minuscule | ꚁ               | ꚁ                     | U+A681         | lettre minuscule cyrillique dwé |